# Adam van Noort
Adam van Noort (1561/2, Anvers – 1641, Anvers) va ser un pintor i dibuixant flamenc.
Entre els seus deixebles, destaquen els Peter Paul Rubens and Jacob Jordaens, l'últim d'ells, s'acabaria convertint també en el seu gendre. Entre 1597 i 1602 va ser degà del gremi de Sant Lluc. Va col·laborar amb Marten de Vos en la decoració de Blijde Intrede (Entrada Alegre) de l'arxiduc Ernest d'Àustria el 1594. També va pintar nombrosos quadres de temàtica religiosa.